# Martin Bayerstorfer
Martin Bayerstorfer (* 28. Mai 1966 in Landshut) ist ein deutscher Politiker (CSU) und seit dem 1. Mai 2002 Landrat des Landkreises Erding.

## Leben und Beruf
Bayerstorfer entstammt einem Einödhof in Kleinaign (Gemeinde Hohenpolding), er hat drei jüngere Brüder. Bereits sein Großvater war Bürgermeister und Gemeindeschreiber von Hohenpolding gewesen.
Bayerstorfer besuchte die Realschule Taufkirchen (Vils). Nach einer landwirtschaftlichen Berufsausbildung und der Fachschule besuchte Bayerstorfer mit einem Stipendium an der Landvolkhochschule die Höhere Landbauschule Rotthalmünster und legte die Meisterprüfung ab. Seither ist er als selbständiger Landwirt in der Gemeinde Hohenpolding tätig.
Martin Bayerstorfer ist verheiratet und hat drei Kinder. Sein Wohnort ist Kleinaign.

## Politik
1990 wurde Bayerstorfer mit 23 Jahren zum ehrenamtlichen Ersten Bürgermeister der Gemeinde Hohenpolding gewählt und war damals der jüngste Bürgermeister Deutschlands. Dieses Amt bekleidete er bis 2002. Von 1993 bis 2001 war er Stellvertretender CSU-Kreisvorsitzender im Landkreis Erding. Von 1994 bis 1996 fungierte er als Kreisvorsitzender der Arbeitsgemeinschaft Landwirtschaft der CSU.
Seit Mai 1996 ist er Mitglied des Kreistages Erding und seit 2002 dessen Vorsitzender in seiner Funktion als Landrat. Im Mai 1996 rückte er für die Oberbayern-Liste in den Bayerischen Landtag ein, dem er bis September 1998 angehörte. Dort arbeitete er im Petitionsausschuss sowie im Ausschuss für Ernährung, Landwirtschaft und Forsten. 1998 konnte er über die Liste nicht nochmals in den Landtag einziehen. Bayerstorfer sieht sich seither selbst in erster Linie als Kommunalpolitiker.
Am 5. April 2001 wurde Bayerstorfer zum Kreisvorsitzenden der CSU im Landkreis Erding gewählt, ein Amt, das er bis heute innehat. Ein Jahr später, bei den Kommunalwahlen 2002, wurde er mit 67,9 % der Stimmen im ersten Wahlgang zum Landrat des Landkreises Erding gewählt.
Als Landrat setzte er sich seither insbesondere für den Erhalt des Kreiskrankenhauses in kommunaler Hand und die Modernisierung der beiden seit Jahren mit Millionendefiziten kämpfenden Landkreiskliniken in Erding und Dorfen ein. Vor der Kommunalwahl 2020 hatte Bayerstorfer eine Kinderklinik versprochen, deren Realisierung jedoch stockt. Das Bildungsangebot wurde mit dem Bau eines 2004 eröffneten dritten Gymnasiums im Landkreis (staatliches Korbinian-Aigner-Gymnasium Erding) und einer Fach- und Berufsoberschule ausgeweitet. Die Private Hochschule für angewandtes Management hatte von 2004 bis zu ihrem Umzug nach Ismaning 2017 ihren Hauptsitz in der Stadt Erding. Das Erdinger Geothermie-Projekt (von dem u. a. die Therme Erding ihr Wasser bezieht) wird weitergeführt.
Bei den Kommunalwahlen 2008 wurde Bayerstorfer im ersten Wahlgang mit 62,19 % der Stimmen als Landrat im Amt bestätigt. Im Jahr 2014 setzte er sich bei den Kommunalwahlen im ersten Wahlgang mit 54,5 % gegen sechs Gegenkandidaten durch, während er sich 2020 erst in der Stichwahl gegen den gemeinsamen Kandidaten aller anderen im Kreistag vertretenen Parteien, Hans Schreiner (Freie Wähler), mit 53,2 % gegen 46,8 % der Stimmen behaupten konnte.
Von 2007 bis 2021 war Bayerstorfer zudem stellvertretender Bezirksvorsitzender der CSU Oberbayern. 2021 gab Bayerstorfer überraschend am Parteitag bekannt, nicht mehr für den Bezirksvorstand der CSU Oberbayern zu kandidieren.

### Weitere Ämter und Mandate
Neben seiner Tätigkeit als Landrat ist Martin Bayerstorfer Präsident des Verbandes Bayerischer Sing- und Musikschulen e. V. sowie Vorsitzender der Lebenshilfe Erding. Er bekleidet zudem zahlreiche weitere kommunale und parteipolitische Ämter.
Dazu gehören unter anderem:
- Mitgliedschaften im Bayerischen Landkreistag:
  - Mitglied des Präsidiums
  - Stellvertretender Vorsitzender des Bezirksverbands Oberbayern
- Weitere Gremien:
  - Vorsitzender des Verwaltungsrats der Kreis- und Stadtsparkasse Erding-Dorfen
  - Vorsitzender des Krankenhaus-Ausschusses des Klinikums Landkreis Erding
  - Vertreter im Vorstand und Hauptausschuss der Bayerischen Krankenhausgesellschaft
  - Vertreter im Beirat der Bayerischen Gartenakademie

## Kontroversen und Kritik
Während seiner Amtszeit stand Martin Bayerstorfer mehrfach im Zentrum öffentlicher und überregional beachteter Kontroversen. Kritisiert wurden insbesondere seine Asyl- und Flüchtlingspolitik sowie sein Amtsverständnis gegenüber politischen Gegnern, sozialen Trägern und der Presse.

### Flüchtlings- und Asylpolitik
Bayerstorfers Asylpolitik wurde von Kritikern wiederholt als besonders restriktiv beschrieben. Die Süddeutsche Zeitung charakterisierte seinen Kurs als auf „Misstrauen und Abschreckung“ basierend.
Für mediales Aufsehen sorgten seine öffentlichen Äußerungen, wie die Forderung in der ZDF-Talkshow Maybrit Illner 2015, nicht kooperative Flüchtlinge „gehörten ins Gefängnis“. Die von ihm geführte Ausländerbehörde stand in der Kritik, da sie im Vergleich zu Nachbarlandkreisen deutlich weniger Arbeitserlaubnisse für Geduldete erteilte. 2016 führte der Landkreis den umstrittenen „Kommunalpass“ ein, eine Bezahlkarte für Asylbewerber, die in Kooperation mit dem späteren Skandalunternehmen Wirecard abgewickelt wurde. Im Jahr 2025 wurde berichtet, dass auch ukrainische Geflüchtete im Landkreis Erding durch bürokratische Hürden und eine restriktive Vergabepraxis von Aufenthaltserlaubnissen systematisch benachteiligt würden.

### Amtsverständnis und Umgang mit Kritik
Im Jahr 2017 kündigte Bayerstorfer dem Sozialdienst katholischer Frauen (SkF), dem langjährigen Betreiber des Frauenhauses Erding, den Vertrag. Die Süddeutsche Zeitung bezeichnete den Vorgang in einem Kommentar als „vollendeten Skandal“ und warf dem Landrat vor, den Träger aus finanziellen Gründen und mit falschen Argumenten verdrängt zu haben.
Wiederholt wurde sein Umgang mit politischer Opposition kritisiert. 2019 verklagte Bayerstorfer ein Kreistagsmitglied der Grünen wegen dessen Kritik an der Arbeit der Ausländerbehörde. Im Mai 2023 erhielt er eine offizielle Rüge der Regierung von Oberbayern, weil er Anträge der Grünen-Fraktion wiederholt und rechtswidrig nicht auf die Tagesordnung des Kreistags gesetzt und damit deren Antragsrecht verletzt hatte.
Ebenfalls 2023 geriet das Landratsamt in die Kritik, als bekannt wurde, dass die Behörde monatelang über einen Strafbefehl gegen den Geschäftsführer der Wurzer Umwelt GmbH, einem wichtigen Vertragspartner des Landkreises, informiert war, dies aber gegenüber dem Kreistag und der Öffentlichkeit zunächst verneinte.

## Ehrungen
- 2007: Ehrennadel in Gold des Kreisjagdverbandes
- 2013: Kommunale Verdienstmedaille in Silber